# Sven Wollter
Sven Justus Fredrik Wollter (Göteborg, 11 gennaio 1934 – Luleå, 10 novembre 2020) è stato un attore svedese.

## Biografia
Esordì in televisione nel 1966, all'interno della serie Hemsöborna e poi sul grande schermo nel film Jag älskar, du älskar di Stig Björkman, dopo un'apparizione non accreditata in Io sono curiosa (1967). La serie televisiva Raskens (1976) lo lanciò definitivamente. 
Fu molto attivo nel movimento comunista svedese, e nell'estate del 1977 portò in tournée in tutta Europa lo spettacolo Tältprojektet, un articolato affresco della classe operaia del suo Paese.
Nel 1986 recitò nel film Sacrificio, di Andrej Tarkovskij, e nel 1999 partecipò alla produzione hollywoodiana Il 13º guerriero, dove interpretò il leggendario re danese Hroðgar.
Dalla fine degli anni novanta interpretò il personaggio di Van Veeteren in svariati film e serie TV thriller tratti dai romanzi di Håkan Nesser.
Sven Wollter è morto nel novembre del 2020, vittima di complicazioni da Covid-19 e di una broncopneumopatia cronica ostruttiva. Aveva 5 figli. Dal 1971 al 2001 è stato compagno dell'attrice Viveka Seldahl da cui ha avuto un figlio, l'attore Karl Seldahl.

## Filmografia parziale
- Io sono curiosa (Jag är nyfiken - en film i gult), regia di Vilgot Sjöman (1967)
- L'uomo sul tetto (Mannen på taket), regia di Bo Widerberg (1976)
- Mannen från Mallorca, regia di Bo Widerberg (1984)
- Sacrificio (Offret), regia di Andrej Tarkovskij (1986)
- Änglagård, regia di Colin Nutley (1992)
- La vedova tatuata (Den tatuerade änkan), regia di Lars Molin (1998)
- Il 13º guerriero (The 13th Warrior), regia di John McTernian (1999)
- En sång för Martin, regia di Bille August (2001)

## Riconoscimenti
- Guldbagge
  - 1985 - Miglior attore per Sista leken e Mannen från Mallorca
  - 2002 - Miglior attore per En sång för Martin